# Silos (Kolumbia)
Silos – miasto w Kolumbii, w departamencie Norte de Santander.